# Кристи Пую
Кристи Пую (на румънски: Cristi Puiu) е румънски сценарист и режисьор.
Роден е в Букурещ, Румъния на 3 април 1967 г.
Сценарист е на 6 филма, режисьор е на 4 филма, между които „Смъртта на господин Лазареску“ и „Аурора“.
Спечелил е 23 награди, има още 8 номинации от фестивали.